# Yen taïwanais
Le yen taïwanais (圓) est la monnaie ayant eu cours à Taïwan de 1895 à 1946 durant l'occupation japonaise. Divisé en 100 sen (錢), il est utilisé en même temps que le yen japonais et a la même valeur.

## Histoire
En 1895, après la première guerre sino-japonaise, la Chine des Qing cède Taïwan au Japon par le traité de Shimonoseki. Le yen japonais devient ainsi la monnaie de l'île mais avec des billets uniques émis par la banque de Taïwan (en) à partir de 1898. Seuls des billets de banque et des timbres-monnaie sont émis.
En 1945, après la défaite japonaise à l'issue de la Seconde Guerre mondiale, la République de Chine assume l'administration de Taïwan, réorganise la banque de Taïwan durant un an et introduit le dollar de Taïwan (en) à la place du yen.

## Billets de banque
En 1899, la banque de Taïwan émet les billets de 1 et 5 yens, suivis par les billets de 50 yens en 1900 et de 10 yens en 1901. Les billets de 100 yens sont émis en 1937 et ceux de 1000 yens en 1945. Les derniers billets en yens taïwanais émis datent de 1945.

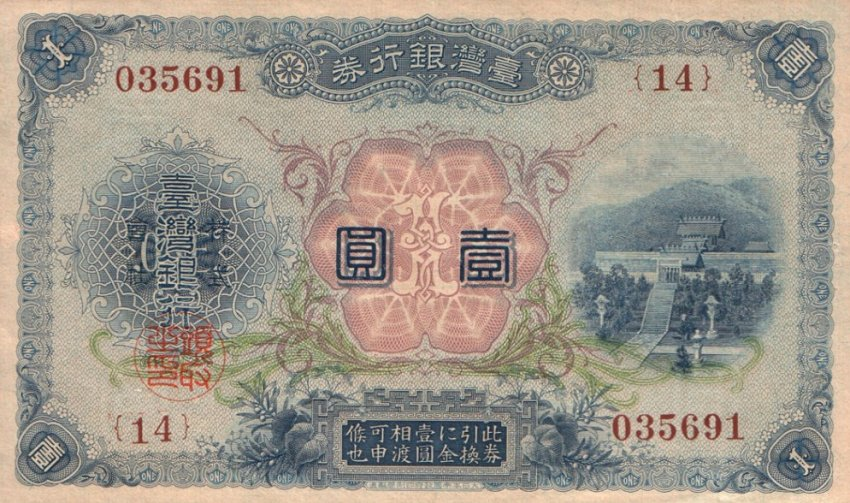
1 yen (recto, 1915)
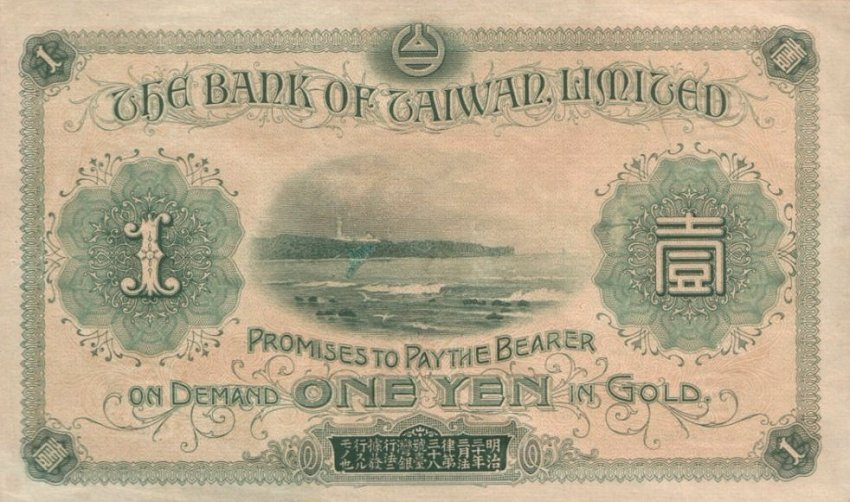
1 yen (verso, 1915)
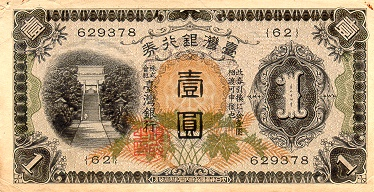
1 yen (recto, 1933)
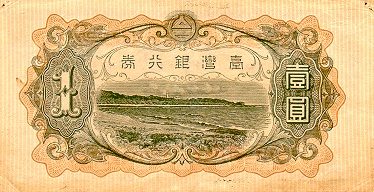
1 yen (verso, 1933)
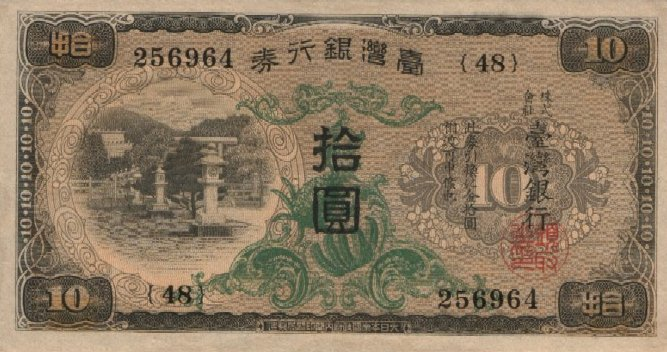
10 yens (recto, 1932)
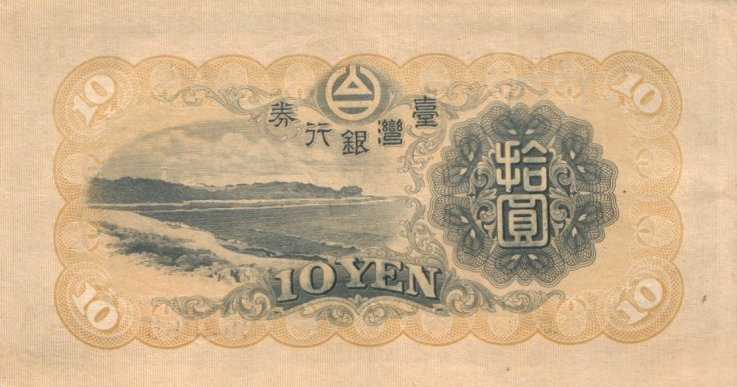
10 yens (verso, 1932)
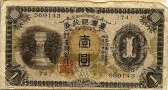
1 yen (1944)

## Timbres-monnaie
En 1917, des timbres-monnaie sont émis en valeur de 5, 10, 20, et 50 sen. Ceux de 1, 3 et 5 sen sont émis en 1918. Ils consistent en timbres postaux de la valeur appropriée appelés tokubetsu yubin kitte daishi (« timbres poste spéciaux »).

## Source de la traduction
- (en) Cet article est partiellement ou en totalité issu de l’article de Wikipédia en anglais intitulé « Taiwanese yen » (voir la liste des auteurs).